# 314 f.Kr.

## Händelser

### Efter plats

#### Makedoniska riket
- Antigonos (härskare över de asiatiska delarna av den avlidne Alexander den stores imperium) står mot en koalition, bestående av den makedoniske regenten Kassander, den thrakiske satrapen Lysimachos och Egyptens satrap Ptolemaios, som har ställt sig på Babylons avsatte satrap Seleukos sida.
- Antigonos litar inte på Peithons växande makt, så därför lurar han Peithon att komma till hans hov, där han låter avrätta honom.
- Antigonos invaderar Syrien (då under Ptolemaios kontroll) samt belägrar och erövrar Tyros. Antigonos ockuperar sedan Syrien och utropar sig själv till dess regent.

#### Grekland
- Medan Kassander kämpar för att behålla kontrollen över centrala Grekland lovar Antigonos frihet åt de grekiska stadsstaterna i ett försök att få deras stöd mot Kassander. Aitolierna går till och med i allians med Antigonos. Kassander marscherar mot dem med sina allierade Lysimachos, Ptolemaios och Seleukos och förstör staden Agrinion.

#### Romerska republiken
- Samniterna verkar få stor framgång i det pågående kriget mot romarna, då Kampanien är på gränsen till att desertera från Rom. Dock sluts fred mellan Rom och några samnitiska städer.

#### Kina
- Zhou Nan Wang blir kung av den kinesiska Zhoudynastin.
- Den kinesiska staden Guilin grundas under Qindynastin.

## Avlidna
- Xenokrates, grekisk filosof, elev till Platon och ledare för den grekiska akademien (född 396 f.Kr.)
- Aischines, atensk talare och politiker (född 389 f.Kr.)